# Zugdidi
Zugdidi (gruzijski: ზუგდიდი) je glavni grad sjeverozapadne gruzijske regije Megrelije-Gornje Svanetije. Grad se smjestio 318 kilometara zapadno od Tbilisija i 30 kilometara od obale Crnog mora. Rodni je grad svjetske šahovske prvakinje None Gaprindašvili.

## Vanjske poveznice
|  | Zajednički poslužitelj ima još gradiva o temi Zugdidi |